# Mbigou flygplats
Mbigou flygplats var en flygplats vid orten Mbigou i Gabon, som stängdes 2016. Den låg i provinsen Ngounié, i den centrala delen av landet, 400 km sydost om huvudstaden Libreville. Mbigou flygplats låg 715 meter över havet. IATA-koden var MBC och ICAO-koden FOGG.